# Ernst Zermelo
Ernst Friedrich Ferdinand Zermelo (Berlín, 28 de julio de 1871 - 21 de mayo de 1953) fue un lógico y matemático alemán.
Cursó sus estudios secundarios en el Luisenstädtisches Gymnasium de Berlín, de donde regresó en 1889. Después estudió matemática, física y filosofía en las universidades de Berlín, Halle y Friburgo de Brisgovia. Finalizó su doctorado en 1894 y fue premiado por la Universidad de Berlín por su disertación sobre el cálculo de variaciones (Untersuchungen zur Variationsrechnung).
Zermelo permaneció en la Universidad de Berlín, donde fue nombrado ayudante de Planck y bajo su guía comenzó a estudiar hidrodinámica.
En 1897, marchó a Gotinga, que en ese momento era el centro más importante para la investigación matemática en el mundo, donde completó su tesis en 1899.
En 1900, en la conferencia del Congreso Internacional de Matemáticos en París, David Hilbert desafió a la comunidad matemática con los famosos Problemas de Hilbert, una lista de 23 problemas fundamentales no resueltos, que los matemáticos debían atacar durante el siglo entrante. El primero de estos problemas, un problema de teoría de conjuntos, era la hipótesis del continuo introducida por Cantor en 1878.
Zermelo comenzó a trabajar en los problemas de teoría de conjuntos y en 1902 publicó su primer trabajo sobre la adición de cardinales transfinitos. En 1904, dio con éxito el primer paso sugerido por Hilbert para la hipótesis del continuo, cuando probó el teorema del buen orden ("cada conjunto puede estar bien ordenado'"). Este resultado le otorgó fama a Zermelo, que fue nombrado en Göttingen, en diciembre de 1905. Su prueba del teorema del buen orden, que se basaba en el axioma de elección, no fue aceptado por todos los matemáticos, en parte porque la teoría de conjuntos carecía de una axiomatización en ese tiempo. En 1908, Zermelo logró una prueba que tuvo una acogida más amplia.
En 1905, comenzó a axiomatizar la teoría de conjuntos; en 1908 publicó sus resultados a pesar de haber fallado en probar la consistencia de su sistema axiomático.
Hay que destacar que, en 1922, Adolf Fraenkel y Thoralf Skolem en forma independiente perfeccionaron el sistema axiomático de Zermelo. El sistema resultante, conocido ahora como axiomas de Zermelo-Fraenkel, con diez axiomas, es el más usado para la teoría axiomática de conjuntos.
En 1910, Zermelo dejó Göttingen cuando obtuvo un nombramiento en la cátedra de matemáticas en la Universidad de Zúrich, a la cual renunció en 1916.
Obtuvo una cátedra honoraria en Friburgo de Brisgovia en 1926 pero renunció a ella en 1935 por su desaprobación al régimen de Hitler. Al finalizar la Segunda Guerra Mundial, solicitó que le fuera restaurada su posición honoraria en Friburgo de Brisgovia, lo cual se concretó en 1946.
Zermelo murió en Friburgo de Brisgovia, Alemania.